# Nyakörvösgyíkfélék

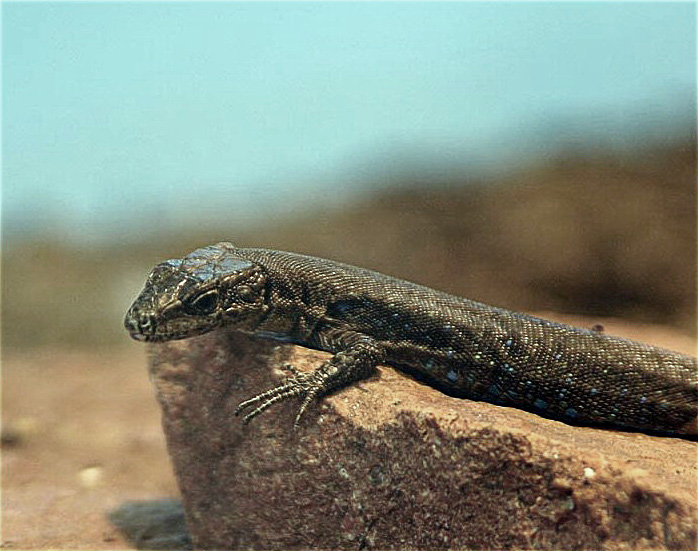
Darevskia armeniaca

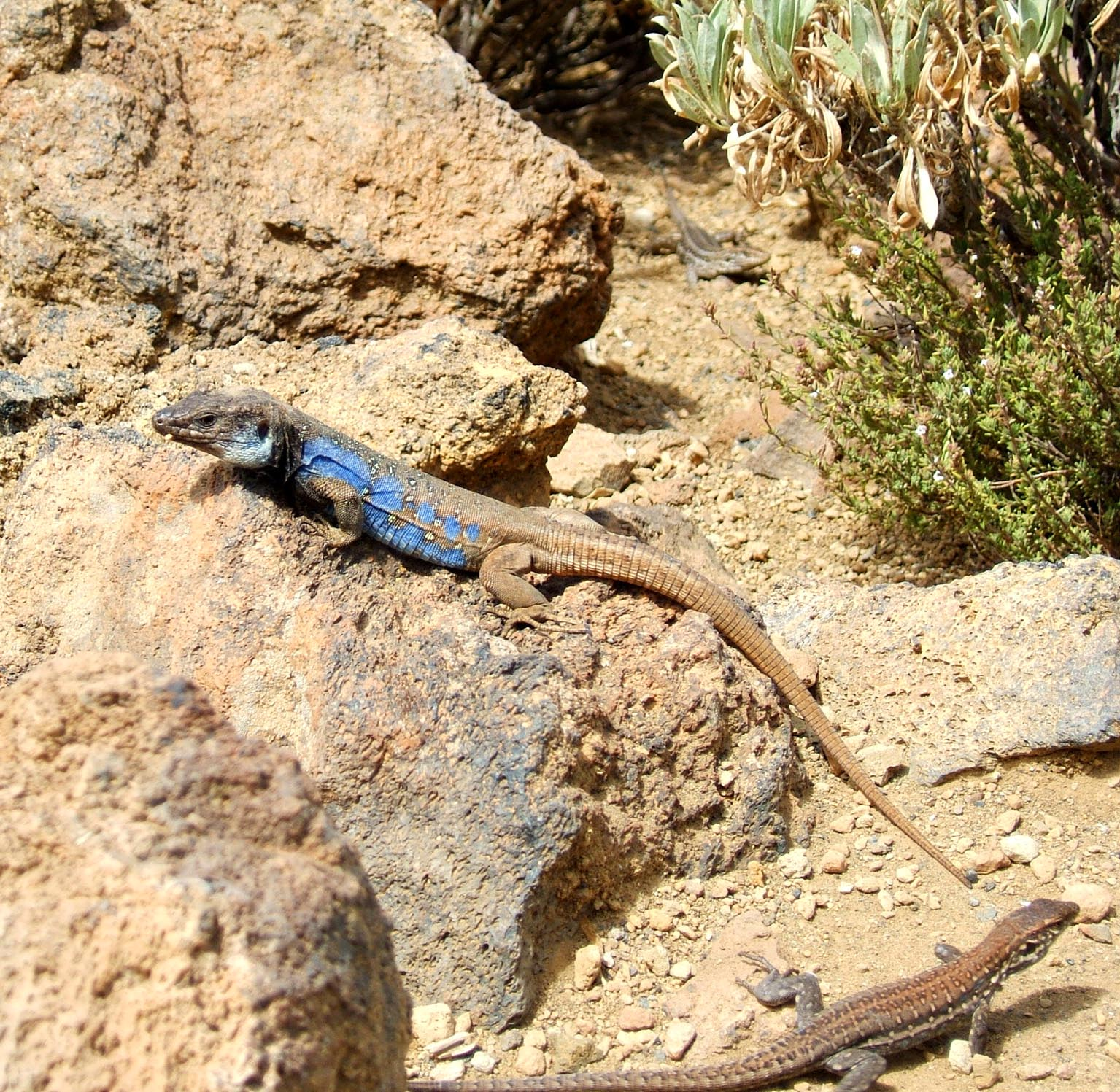
Kanári gyík (Gallotia galloti)

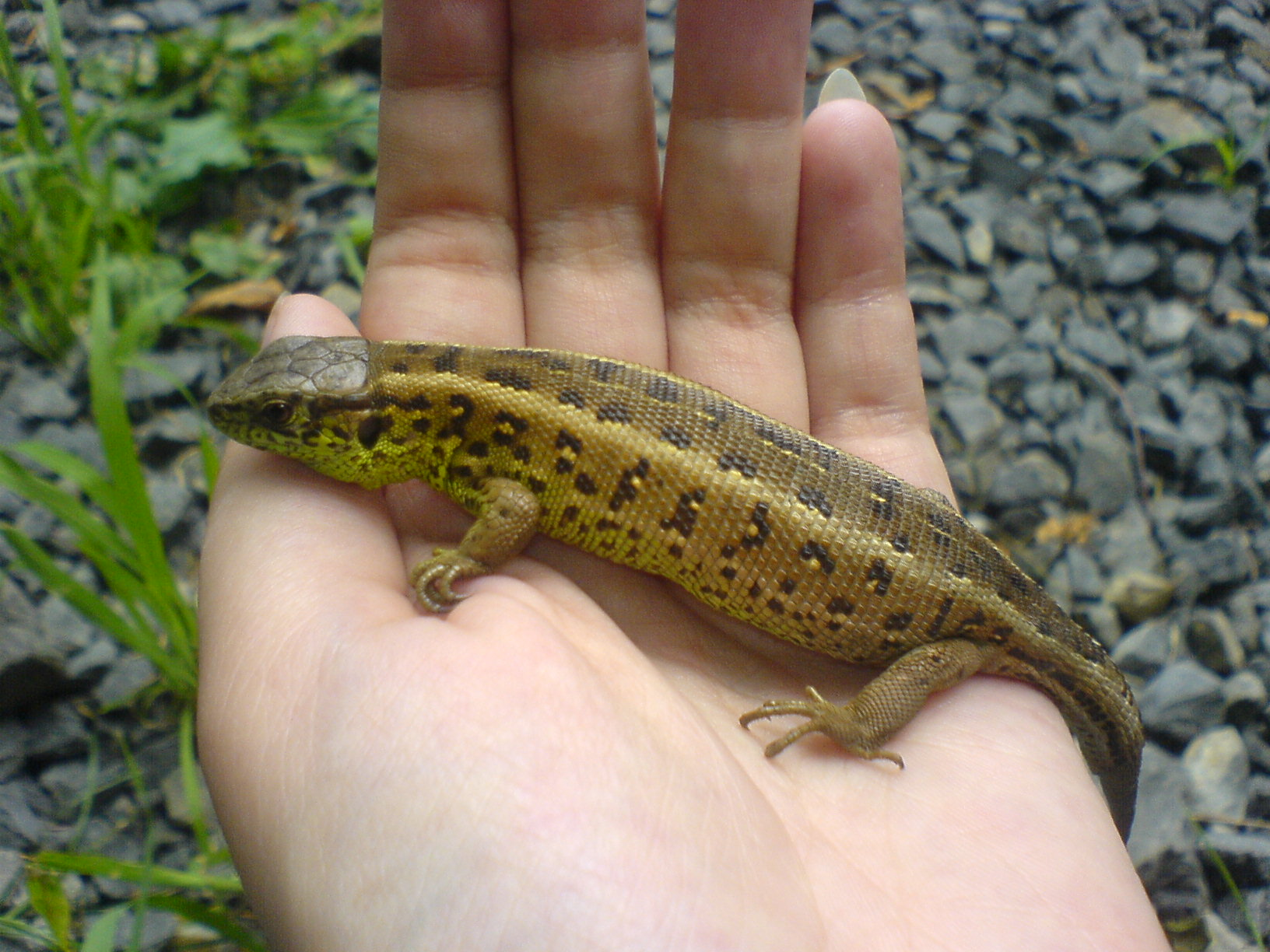
Fürge gyík (Lacerta agilis)

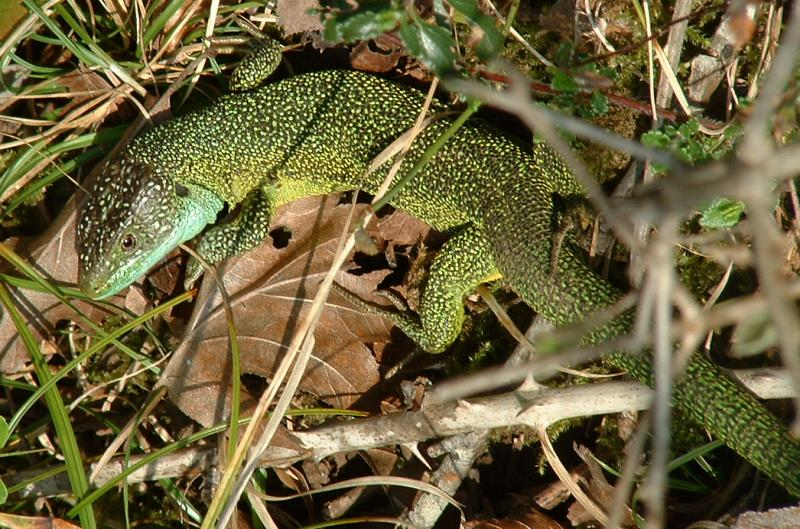
Zöld gyík (Lacerta viridis)

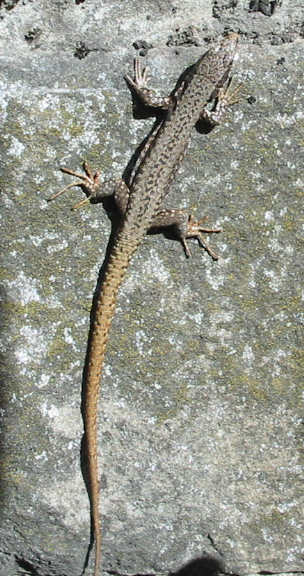
Elevenszülő gyík (Zootoca vivipara)

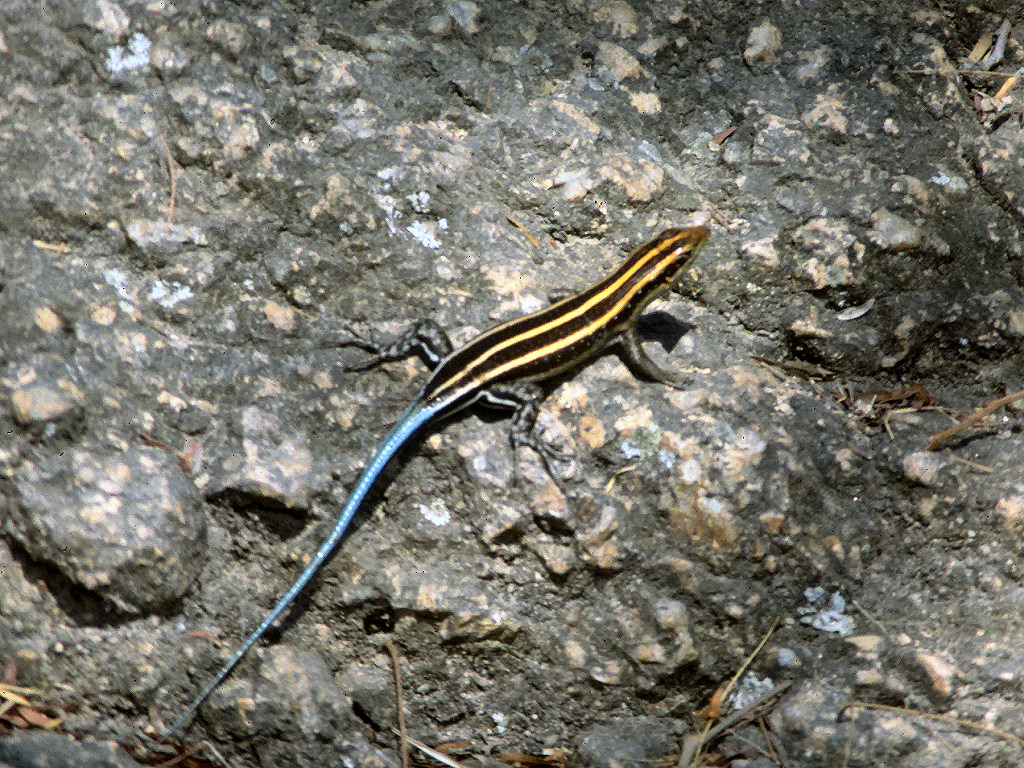
Nucras caesicaudata

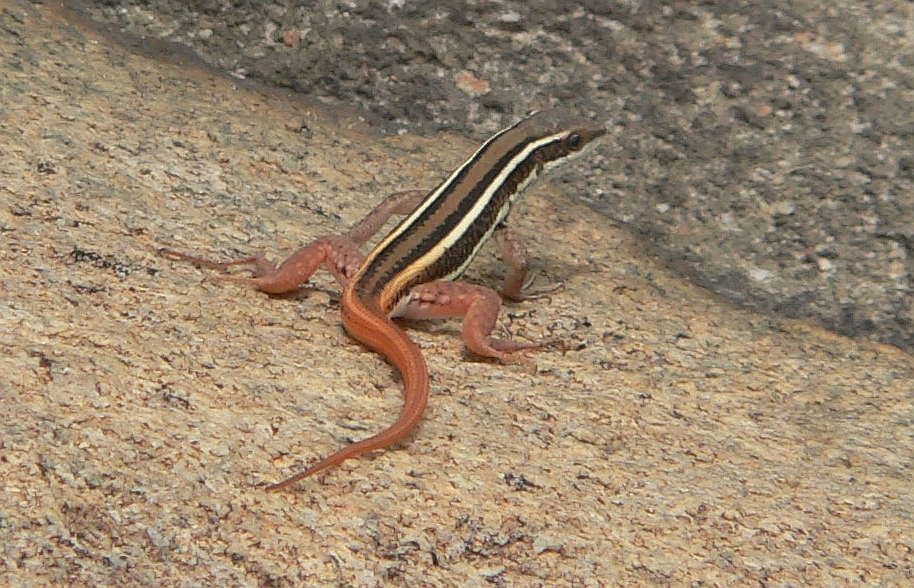
Ophisops leschenaultii

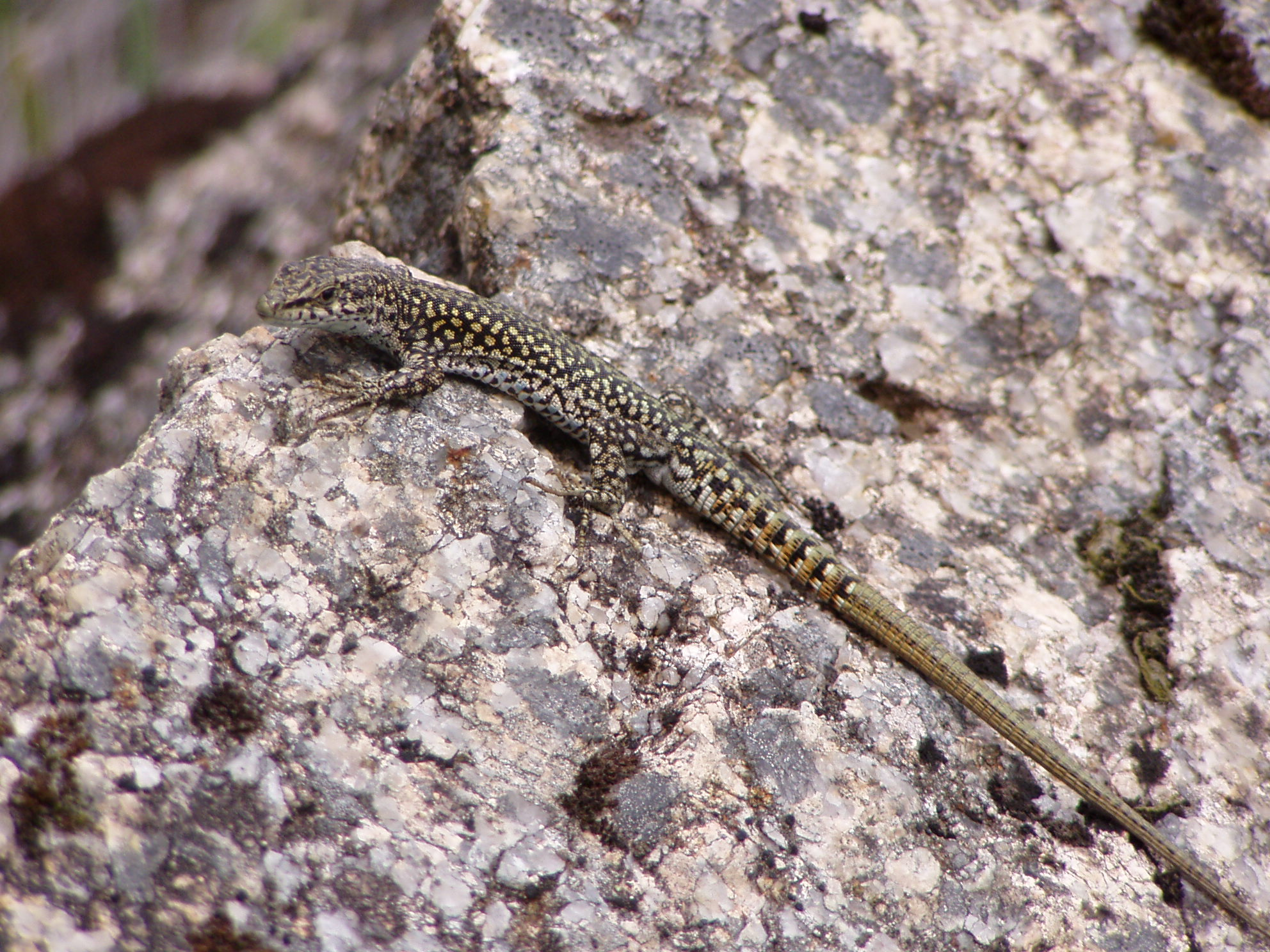
Ibériai faligyík (Podarcis bocagei)

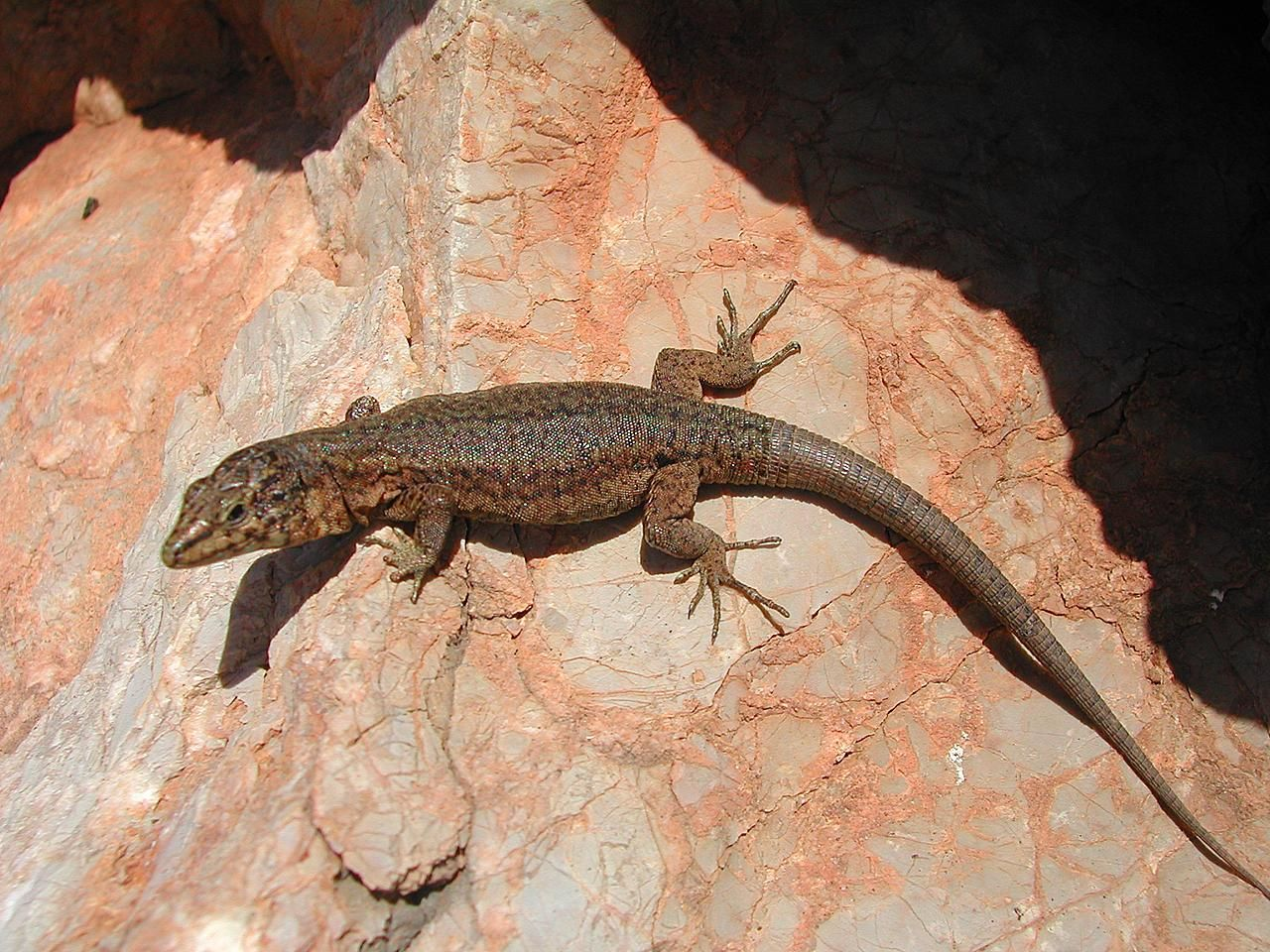
Baleári faligyík (Podarcis lilfordi)

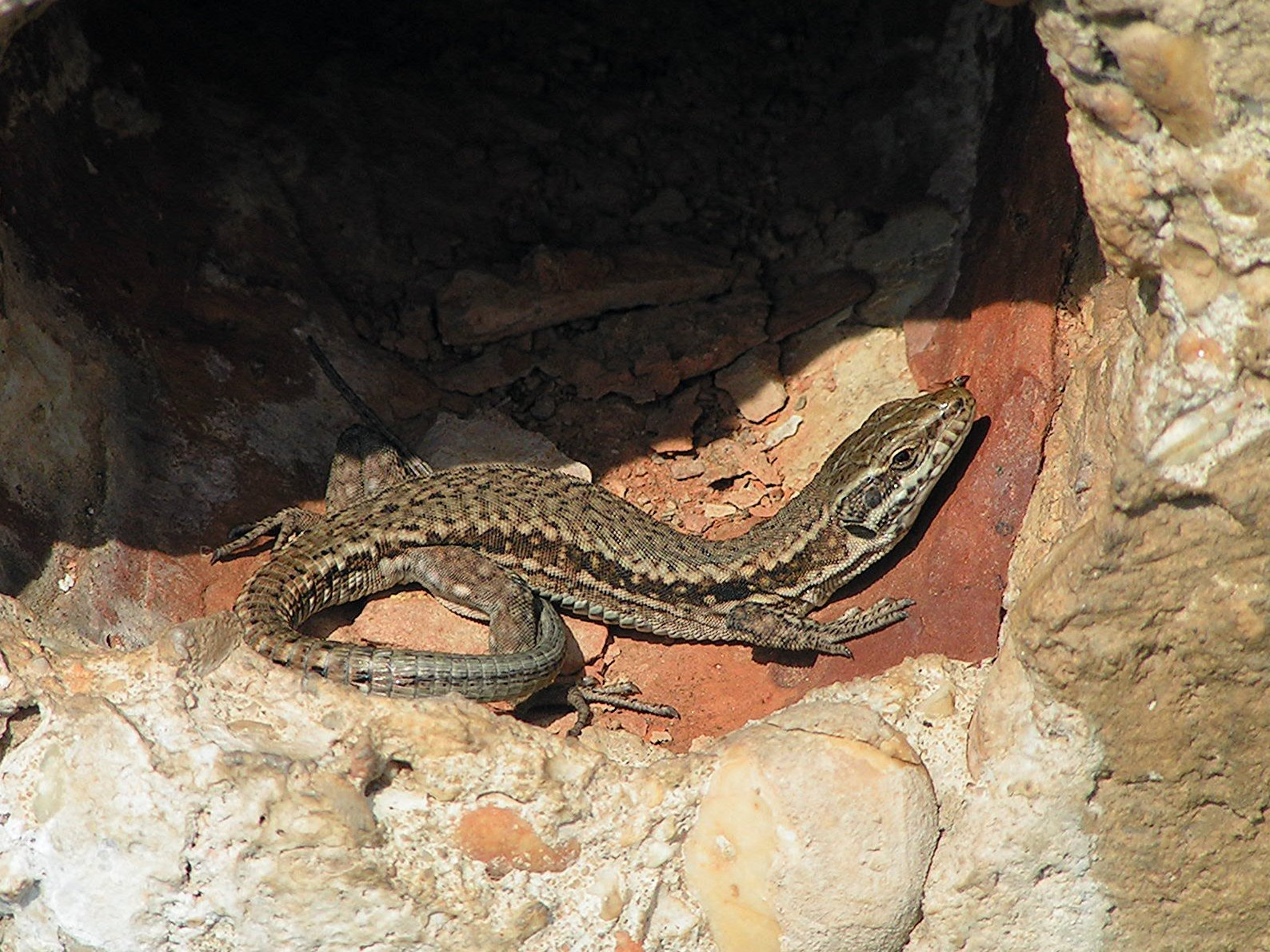
Fali gyík (Podarcis muralis)

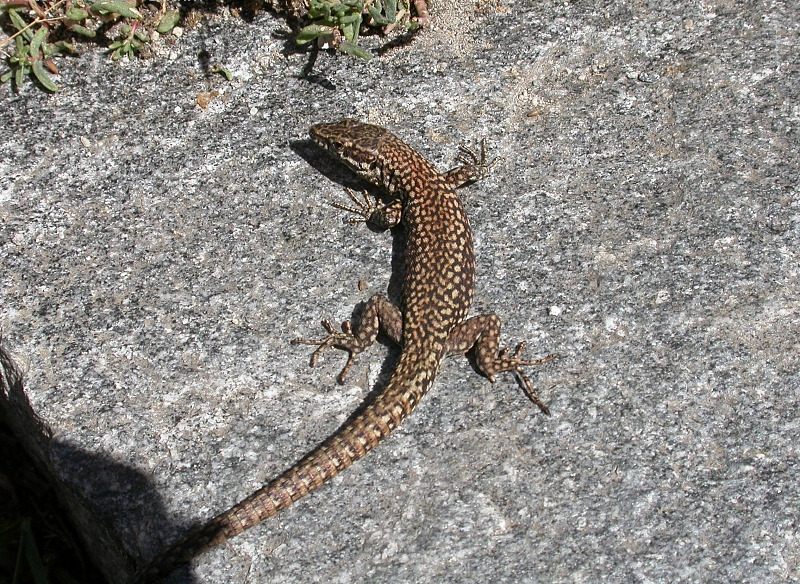
Római gyík (Podarcis siculus)

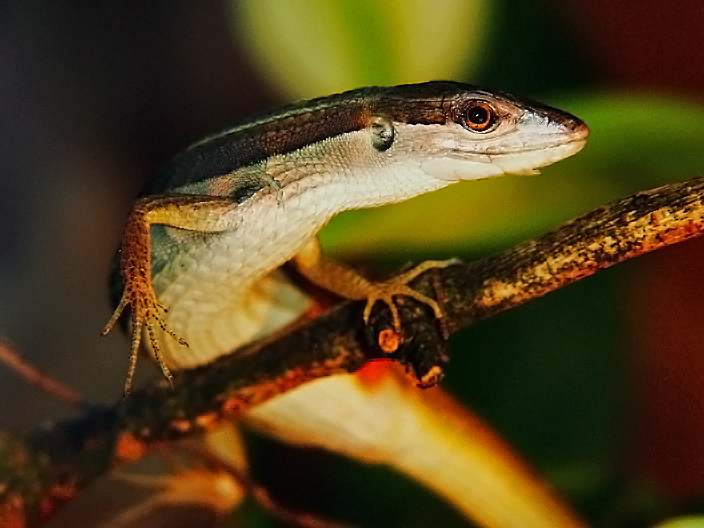
Hosszúfarkú gyík (Takydromus sexlineatus)

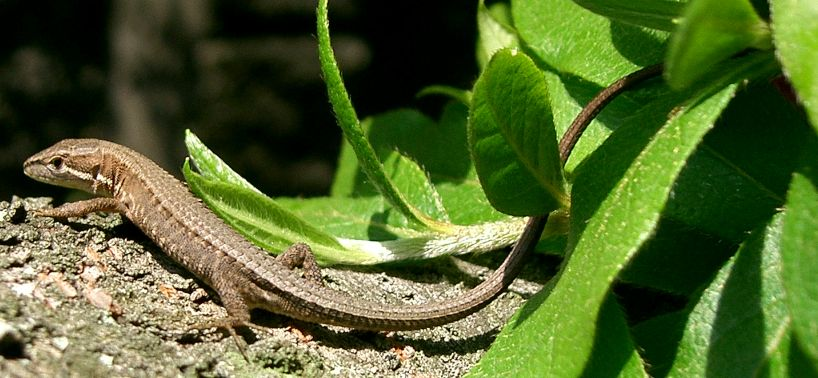
Takydromus tachydromoides

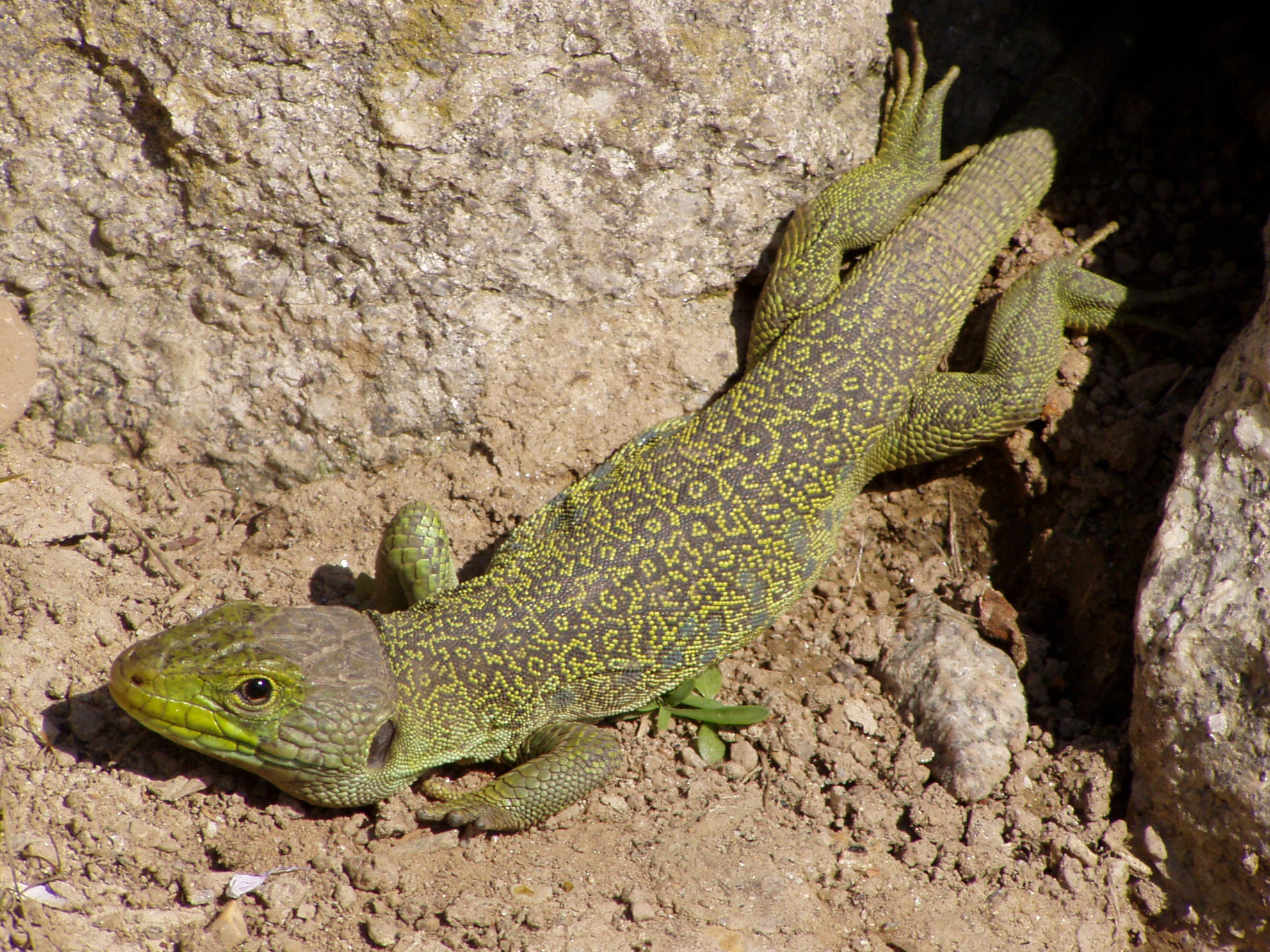
Timon lepidus

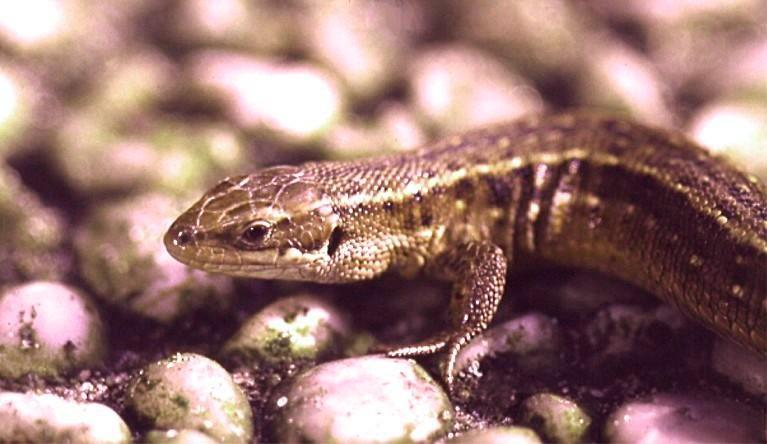
Elevenszülő gyík (Zootoca vivipara)

A nyakörvösgyíkfélék (Lacertidae) a hüllők (Reptilia) osztályába a  pikkelyes hüllők (Squamata) rendjébe és a vakondgyíkalakúak (Scincomorpha) alrendjébe tartozó család.

## Rendszerezés
A családba az alábbi alcsaládok, nemek és fajok tartoznak:

### Lacertinae
A Lacertinae alcsaládba  32 nem és 388 faj tartozik:
- Acanthodactylus – 38 faj
- Adolfus – 4 faj
- Algyroides – 4 faj
- Atlantolacerta Arnold, Arribas & Carranza, 2007 - 1 faj
- Australolacerta – 2 faj
- Darevskia – 26 faj
- Dinarolacerta – 2 faj
- Eremias – 32 faj
- Gastropholis – 4 faj
- Heliobolus – 4 faj
- Holaspis – 2 faj
- Iberolacerta – 8 faj
- Ichnotropis – 7 faj
- Iranolacerta – 2 faj
- Lacerta – 9 faj
- Anatololacerta – 3 faj
- Zootoca - 1 faj
- Lacertaspis – 1 faj
- Latastia – 10 faj
- Meroles – 7 faj
- Mesalina – 14 faj
- Nucras – 8 faj
- Scelarcis Fitzinger, 1843 - 1 faj
- Omanosaura – 2 faj
  - Omanosaura cyanura
  - Omanosaura jayakari
- Ophisops – 8 faj
  - Ophisops beddomei
  - Ophisops elbaensis
  - kígyószemű gyík (Ophisops elegans)
  - Ophisops jerdonii
  - Ophisops leschenaultii
  - Ophisops microlepis
  - Ophisops minor
  - Ophisops occidentalis
- Parvilacerta (Harris, 1998) – 2 faj
  - Parvilacerta fraasii
  - Parvilacerta parva
- Pedioplanis – 10 faj
  - Pedioplanis benguelensis
  - Pedioplanis breviceps
  - Pedioplanis burchelli
  - Pedioplanis gaerdesi
  - Pedioplanis husabensis
  - Pedioplanis laticeps
  - Pedioplanis lineoocellata
  - Pedioplanis namaquensis
  - Pedioplanis rubens
  - Pedioplanis undata
- Philochortus – 7 faj
  - Philochortus hardeggeri
  - Philochortus intermedius
  - Philochortus lhotei
  - Philochortus neumanni
  - Philochortus phillipsi
  - Philochortus spinalis
  - Philochortus zolii
- Podarcis Wagler, 1830 – 23 faj
- Poromera – 1 faj
  - Poromera fordii
- Pseuderemias – 7 faj
  - Pseuderemias brenneri
  - Pseuderemias erythrosticta
  - Pseuderemias mucronata
  - Pseuderemias savagei
  - Pseuderemias septemstriata
  - Pseuderemias smithii
  - Pseuderemias striatus
- Takydromus (Daudin, 1802 – 18 faj
  - Takydromus amurensis
  - Takydromus dorsalis
  - Takydromus formosanus
  - Takydromus hani
  - Takydromus haughtonianus
  - Takydromus hsuehshanensis
  - Takydromus intermedius
  - Takydromus khasiensis
  - Takydromus kuehnei
  - Takydromus sauteri
  - Takydromus septentrionalis
  - hosszúfarkú gyík (Takydromus sexlineatus)
  - Takydromus smaragdinus
  - Takydromus stejnegeri
  - Takydromus sylvaticus
  - Takydromus tachydromoides
  - Takydromus toyamai
  - Takydromus wolteri
- Teira J. E. Gray, 1838 – 1 faj
- Timon – 3 faj
  - pávaszemes gyík (Timon lepidus)
  - Timon pater
  - Timon princeps
- Tropidosaura – 4 faj
  - Tropidosaura cottrelli
  - Tropidosaura essexi
  - Tropidosaura gularis
  - Tropidosaura montana

### Gallotiinae
A Gallotiinae alcsaládba 2 nem és 14 faj tartozik
- Gallotia 10 faj 
  - atlanti gyík (Gallotia atlantica)
  - Gallotia auaritae
  - Gallotia bravoana
  - Gallotia caesaris
  - kanári gyík (Gallotia galloti)
  - Gallotia goliath – kihalt
  - gomerai óriásgyík (Gallotia gomerana)
  - tenerifei foltos gyík (Gallotia intermedia)
  - hierrói óriásgyík (Gallotia simonyi)
  - Gallotia stehlini
- Psammodromus (Hallowell, 1852) – 4 faj 
  - közönséges bordásgyík (Psammodromus algirus)
  - Psammodromus blanci
  - spanyol bordásgyík (Psammodromus hispanicus)
  - Psammodromus microdactylus